# Sirens and Condolences
Sirens and Condolences è il primo album in studio del gruppo musicale statunitense Bayside, pubblicato il 27 gennaio 2004 dalla Victory Records.

## Tracce
Testi di Andrew Elderbaum, musiche di Anthony Raneri.
1. Masterpiece - 3:44
2. Poison in My Veins - 3:32
3. Phone Call from Poland - 3:23
4. Talking of Michelangelo - 3:38
5. Alcohol and Altar Boys - 3:03
6. A Synonym for Acquiesce - 5:17
7. How to Fix Everything - 4:04
8. Kellum - 2:36
9. If You're Bored - 3:04
10. Just Enough to Love You - 3:45
11. Guardrail - 3:38

## Formazione
- Anthony Raneri - voce, chitarra ritmica
- Jack O'Shea - chitarra solista, cori
- Andrew Elderbaum - basso
- Jim Mitchell - batteria, percussioni